# Макарий I (архиепископ Кипрский)
Архиепи́скоп Мака́рий I  (греч. Αρχιεπίσκοπος Μακάριος Α΄, в миру Мака́риос Христодули́дис Мирианте́фс, греч. Μακάριος Χριστοδουλίδης Μυριανθεύς; ум. 4 августа 1865, Никосия) — епископ Кипрской православной церкви, Архиепископ Новой Юстинианы и всего Кипра.

## Биография
Родился в начале XIX века в селе Продромос в долине Маратаса (византийское название Мирианфуса), поэтому вместо фамилии Христодулидис использовал прозвище Мирианфевс. В 10 лет он стал послушником в Монастыре Троодитисса, обучался музыке в Киккском монастыре.
В 1823 году митрополитом Пафским Панаретом был рукоположён в сан иеродиакона, после чего начала служить при нём. Затем служил диаконом при трёх предстоятелях Кипрской православной церкви: архиепископе Панарете, архиепископе Иоанникие и архиепископе Кирилле I. Современники характеризовали его как «образованного, благоразумного, рассудительного и достойного священного звания».
23 августа 1854 года скончался архиепископ Кирилл, после чего архидиакон Макарий духовенством и представителями мирян, точное число которых неизвестно, был избран предстоятелем Кипрской православной церкви. 26 августа того же года состоялась его епископская хиротония, которую совершили: епископ Пафский Харитон, епископ Китийский Мелетий и епископ Киренийский Мелетий.
Вступив в должность предстоятеля, он занялся делом епископа Пафского Харитона, который находился в конфликте с собственной паствой, которая обвиняла его в безразличии, бесцельных расходах и в отвратительном управлении. В конце концов этот вопрос завершился смертью епископа Харитона в 1855 году и избранием на Пафскую епархию епископа Лаврентия, способного иерарха и односельчанина архиепископа Макария I.
Пользовался уважением как греков, так и турок. В ходе реформ танзимата христиане получили право свидетельствовать в судах наравне с мусульманами и проводить перепись имущества умерших христиан с помощью церковных представителей вместо османских чиновников. Новый рескрипт султана (хатт-и хумаюн) 1856 года разрешал свободное строительство новых храмов, школ и благотворительных церковных учреждений, что было использовано архиепископом Макарием на благо Церкви. Священников освободили от обязанности собирать саранчу в церковные праздники. В Никосии и в других крупных городах были учреждены 2 совета, административный и судебный, в которых могли участвовать архиереи, а также созданы мэрии. В административный совет Никосии (итаре меджлис) входило 13 членов, в том числе архиепископ и ещё 3 христианина, избираемых жителями крупнейших городов. Христиане получали свободный доступ к государственным и общественным должностям. Вызвавшее в период Танзимата множество дискуссий намерение Высокой Порты ввести жалованье православному духовенству в Османской империи так и не было осуществлено.
Когда в ходе реформ был разрешён церковный звон, кипрский наместник Кани-паша в 1857 году не хотел допустить использования колоколов в Никосии из-за смешанного населения. Архиепископ Макарий I обратился в связи с этим к великому везиру Аали-паше, но тот поддержал Кани-пашу. Весной 1858 года Эконом церкви Пресвятой Богородицы Фанеромени попытался повесить колокол, но Макарий I, не желая портить отношения с властями, велел его снять. В сентябре 1858 года французский консул Дарасс ходатайствовал о разрешении колокольного звона. Несмотря на обещание великого везира французскому послу в Константинополе, кипрский наместник бездействовал. Когда эконом решил установить колокол, архиепископ снова запретил это, приказав дожидаться разрешения наместника. Первый колокольный звон в столице раздался только 29 октября 1858 года, когда зазвонил колокол кафедрального собора апостола Иоанна Богослова, вскоре — и колокол церкви пресвятой Богородицы в Фанеромени.
В 1858 года в Константинополе в ходе подготовки к созыву Народного временного совета по церковным вопросам в Османской империи было решено, что Кипрскую церковь должны были представлять 2 человека — клирик и мирянин. На собрании в Никосии киприоты выдвинули представителями архиепископа Макария и дидаскала О. Павлидиса, однако по неизвестным причинам они не поехали в Константинополь.
Был во главе «образовательного прорыва» 1859 года: было увеличено число преподавателей Греческой школы Никосии и составлен её устав, создана Школы благородных девиц в Фанеромени, назначена первая учительница, Эрато Карики, и обеспечено финансирование школ. Двумя годами позже, в конце 1861, министерство церковных дел и образования Греции послало начальным школам Никосии несколько сотен книг под 44 разными наименованиями, а также географические атласы, глобусы и таблицы арифметики. Книги ещё 61 наименования широкого интереса были посланы в греческую школу столицы. Это первая подтверждённый дар Греческого королевства кипрскому образованию, огромного национального значения и символизма. На средства Архиепископии для обучения были посланы в Афины будущие архиепископ Софроний III и митрополит Китийский Киприан (Икономидис).
Из-за тяжёлого положения Антиохийского Патриархата после Дамасской резни 1860 года впервые получил миро для Кипрской Церкви в Константинополе. Он отстроил здание Архиепископии (1862—1863), построил здание Великого синода и завершил строительство зданий комплекса Архиепископии, просуществовавших в таком виде до изменений внесённых в конце XX века.
В 1864 году Синод Кипрской Церкви во главе с Макарием низложил митрополита Киринийского Мелетия из-за недовольства им жителей епархии. Чтобы ограничить произвол местных архиереев, Синод также принял меры по защите церковного имущества. Митрополитам запрещалось продавать какие-либо церковные владения и брать в долг деньги от имени митрополии без разрешения Синода.
Жизнь и архиепископская служба Макария завершилась рано, поскольку он стал жертвой последней большой эпидемии холеры на Кипре. Архиепископ Макарий отказался покинуть свою паству и Никосию где холера косила людей в силу плотности населения. Он 4 августа 1865 гола. Согласно источникам на его похоронах присутствовали несколько всего священников по причине паники, вызванной холерой. Напротив участие народа было массовым, включая многих осман, которые оплакивали его смерть. Одна из греческих газет Смирны в некрологе о Макарии писала в августе 1865 года: «Смерть этого почтенного архиерея омрачила сердца всех жителей острова без исключения, создала огромный и невосполнимый вакуум, поскольку общепризнанно что с трудом будет найден достойный наследник иерарха отличившегося многими добродетелями, характером, сторонника правды и бедных, самоотречения и христианского поведения. Архиепископ стал жертвой его достойной преданности, поскольку не захотел оставить свою паству в час опасности».